# Panthéon des auteurs et compositeurs canadiens
Le Panthéon des auteurs et compositeurs canadiens (PACC) est un organisme national, bilingue et à but non lucratif dont la mission et d’honorer et de célébrer les auteurs-compositeurs canadiens. Le mandat du PACC est d’honorer et de célébrer les réalisations exceptionnelles des auteurs-compositeurs de la scène musicale populaire canadienne et de ceux qui ont apporté une importante contribution à leur héritage.

## Lauréates et lauréats

### Les Pionniers (avant 1921)
- Auteur-compositeur
  - William Eckstein
- Chansons
  - Farewell to Nova Scotia – Traditionnelle
  - Lest You Forget – William Eckstein (coécrite avec Sam Howard)
  - S’Nice – William Eckstein (coécrite avec Sam Howard)

### Époque Radiophonique (1921 à 1955 anglophones - 1921 à 1960 francophones)
- Auteur-compositeur
  - Lionel Daunais
  - Carmen Lombardo
- Chansons
  - A Guy is a Guy - Oscar Brand
  - À Québec au clair de lune - Marius Delisle
  - Boo Hoo - Carmen Lombardo (coécrite avec John Jacob Loeb et Edward Heyman)
  - La Parenté - Jean-Paul Filion
  - Le réveil de la nature - Alfred Desrochers et Oscar O'Brien
  - Les nuits de Montréal - Jean Rafa (coécrite avec Émile Prud'homme)
  - Moi, mes souliers - Félix Leclerc
  - Powder Your Face with Sunshine - Carmen Lombardo (coécrite avec Stanley Rochinski)
  - Sweethearts on Parade - Carmen Lombardo (coécrite avec Charles Newman)

### Époque Moderne (1956 à 25 ans avant l’année en cours)
- Auteur-compositeur
  - Leonard Cohen
  - Gilles Vigneault
  - Robert Charlebois
- Chansons
  - Ain't No Cure For Love - Leonard Cohen
  - Bird on the Wire - Leonard Cohen
  - Everybody Knows - Leonard Cohen (coécrite avec Sharon Robinson)
  - Gens du pays - Gilles Vigneault (coécrite avec Gaston Rochon)
  - Hallelujah - Leonard Cohen
  - La Manic - Georges Dor
  - Le tour de l'Île - Félix Leclerc
  - Mon pays - Gilles Vigneault
  - Pendant que… - Gilles Vigneault
  - Put Your Hand in the Hand - Gene MacLellan
  - Si les bateaux - Gilles Vigneault
  - Sugar, Sugar - Andy Kim (coécrite avec Jeff Barry)
  - Suzanne - Leonard Cohen
  - Sweet City Woman - Rich Dodson
  - Les vieilles maisons - Muriel Millard

### Lauréats du Prix du Patrimoine du PACC en 2006
- Herbert Samuel Berliner
- Lucille Dumont
- Anne Murray

### Auteurs-compositeurs-interprètes
- 2025 : Richard Séguin[2]